# Peștera Valea Bistrița
Peștera Valea Bistrița (monument al naturii) este o arie arie naturală protejată de interes național ce corespunde categoriei a III-a IUCN (rezervație naturală de tip speologic), situată în județul Vâlcea, pe teritoriul administrativ al comunei Costești.

## Localizare
Aria naturală se află în Munții Căpățânii grupare ce aparține lanțului montan Șureanu-Parâng-Lotrului, la o altitudine de 830 m, în bazinul superior al Bistriței Vâlcene, în partea nordică a satului Bistrița, pe teritoriul împădurit al mănăstirii cu aceelași nume.
Peștera Valea Bistrița cu o suprafață de 0,25 hectare a fost declarată arie protejată prin Legea Nr.5 din 6 martie 2000 (privind aprobarea Planului de amenajare a teritoriului național - Secțiunea a III-a - zone protejate) și este inclusă în Parcul Național Buila-Vânturarița. 
Rezervația naturală reprezintă o grotă (peșteră) în Cheile Bistriței Vâlcene ce adăpostește resturi fosile de urs de peșteră și urme atribuite unei vechi civilizații ale culturii Coțofeni.